# Programma delle Nazioni Unite per gli insediamenti umani
Il Programma delle Nazioni Unite per gli insediamenti umani (in inglese United Nations Human Settlements Programme) è un'agenzia delle Nazioni Unite il cui compito è favorire un'urbanizzazione socialmente ed ambientalmente sostenibile e garantire a tutti il diritto ad avere una casa dignitosa.
L'organizzazione nasce nel 1978 come risultato della prima conferenza sui insediamenti umani e sviluppo urbano sostenibile (Habitat I) a Vancouver, Canada nel 1976, con una risoluzione dell'Assemblea Generale. Il programma ha sede a Nairobi nel Kenya ed è diretta da un Direttore esecutivo. Dal 2018 Direttrice esecutiva è la malese Maimunah Mohd Sharif.
Secondo il rapporto annuale del 2006 dell'agenzia, la popolazione a livello mondiale residente nei grandi centri urbani ha sorpassato quella residente nei piccoli e medi centri. Tuttavia il rapporto evidenziava che oltre un miliardo di persone vive in baraccopoli.
L'organizzazione è impegnata negli Obiettivi del Millennio per lo sviluppo, dove si impegna a dimezzare entro il 2020 il numero delle persone che vivono nelle baraccopoli. L'organizzazione è finanziata dai governi e dalle fondazioni umanitarie con contributi totalmente volontari.